# Ulazna pjesma (crkvena glazba)
Ulazna pjesma, pjesma u crkvenoj glazbi. Na liturgiji joj je svrha uvesti u slavlje, izraziti i unaprijediti jedinstvo okupljenih te uvesti ih u otajstvo liturgijskog vremena ili blagdana i pratiti ophod službenika do oltara. Sadržana u crkvenim pjesmaricama.:8